# Re del Connacht
I re del Connacht erano i sovrani dell'area del Connacht, che si trovava a ovest del fiume Shannon, in Irlanda. Questo nome venne comunque applicato solo all'inizio del Medioevo (vedi Connachta).
L'antico nome di questa provincia era Cóiced Ol nEchmacht (il quinto dell'Ol nEchmacht). La mappa stilata da Claudio Tolomeo attorno al 150 individua nell'ovest dell'Irlanda il popolo dei nagnati (forse i Fir Ol nEchmacht), anche se alcuni ritengono che la cartografia tolemaica di quest'isola risalirebbe a informazioni di cinque secoli prima.
I Connachta erano un gruppo di dinastie che dicevano di discendere dai tre figli maggiori di Eochaid Mugmedon. Il loro fratello più giovane, Niall Noigiallach, fu l'antenato degli Uí Néill.

## Sovrani pre-storici di Ol nEchmacht
- Genann
- Conrac Cas
- Eochaid Feidlech
- Eochaidh Allat
- Tinni mac Conri
- Medb, regina del Connacht
- Medb e Ailill mac Máta
- Maine Aithreamhail mac Ailill Máta
- Sanbh Sithcheann mac Ceat mac Magha
- Cairbre mac Maine Aithreamhail
- Eochaidh Fionn
- Aodh mac Cu Odhar
- Eochaidh mac Cairbre
- Aonghus Fionn mac Domhnall
- Cormac Ulfhada
- Aonghus Feirt mac Aonghus Fionn
- Connall Cruchain mac Aonghus Feirt
- Fearadach mac Connal Cruchain
- Forghus Fiansa
- Forghus Fiansa and Art mac Conn
- Ceidghin Cruchain mac Connall Cruchain
- Aodh mac Eochaidh
- Aodh Alainn mac Eochaidh Baicidh
- Nia Mor mac Lughna
- Lughaidh mac Lughna Fear Tri
- Aodh Caomh mac Garadh Glundubh
- Coinne mac Fear Tri
- Muireadh Tireach mac Fiachra Sraibrintne
- Eochaid Mugmedon
- Niall Noigiallach, morto tra il 450 e il 455.

## Sovrani storici del Connacht
- Amalgaid ?
- Dathí/Nath Í ?
- Ailill Molt, morto nel 482.
- Dauí Tenga Uma, morto nel 502.
- Eógan Bél, morto nel 543/547.
- Ailill Inbanda, morto nel 550.
- Echu Tirmcharna mac Fergus ?
- Feradach mac Ross ?
- Áed mac Echach, morto nel 577.
- Uatu mac Áedo mac Echach, morto nel 601/602.
- Máel Cothaid/Donn Cothaid, apice nel 602/603.
- Colmain mac Cobthach, morto nel 622.
- Rogallach mac Uatach, regnò nel 622 - 649.
- Laidgnen/Loingsech mac Colmain 649-655.
- Guaire Aidne mac Colmain 655-663.
- Muirchertach Nar mac Guaire Aidne 663-668.
- Donn Faelad mac Colgu, morto nel 682.
- Dúnchad Muirisci mac Tipraite ?
- Fergal Aidne mac Artgail mac Guaire, morto nel 696.
- Muiredach Muillethan mac Rogallach 697-702.
- Cellach mac Rogallach mac Uatach 702-705.
- Indrechtach mac Dúnchado Muirisci 705-707.
- Domnall mac Cathail mac Rogallach 707-714.
- Indrechtach mac Muiredaig Muillethan 714-723.
- Domnall mac Cellach mac Rogallach 723-728.
- Cathal mac Muiredaig Muillethan 728-735.
- Aed Balb mac Indrechtach 735-742.
- Fergus mac Cellaich 742-756.
- Ailill Medraige mac Indrechtach mac Dúnchado Muirisci 756-764.
- Dub-Indrecht mac Cathail 764-768.
- Donn Cothaid mac Cathail 768-773.
- Flaithri mac Domnaill 773-777; abdicò.
- Artgal mac Cathail 777-782; abdicò.
- Tipraite mac Taidg 782-786.
- Cinaed mac Artgail 786-792.
- Colla mac Ferguso 792-796.
- Muirgius mac Tommaltaig 796-815.
- Máel Cothaid apice nell'818.
- Diarmait mac Tommaltaig morto nell'833.
- Cathal mac Muirgius morto nell'839.
- Murchad mac Áedo 839-840.
- Fergus mac Fothaid 840-843.
- Finsnechta mac Tommaltaig 843-848.
- Mugron mac Máel Cothaid 848-872.
- Conchobar mac Taidg Mór 872-882.
- Áed mac Conchobair 882-888.
- Tadg mac Conchobair 888-900.
- Cathal mac Conchobair 900-925.
- Tadg mac Cathail 925-956.
- Fergal Ua Ruairc 956-967.
- Conchobar mac Tadg 967-973.
- Cathal mac Tadg morto nel 973.
- Cathal mac Conchobar mac Taidg 973-1010.
- Tadg in Eich Gil Ua Conchobair 1010-1030.
- Art Uallach Ua Ruairc 1030-1046.
- Aed in Gai Bernaig Ua Conchobair, 1046-1067.
- Aed mac Art Uallach Ua Ruairc 1067-1087.
- Ruaidri na Saide Buide Ua Conchobair 1087-1092; deposto.
- Flaithbertach Ua Flaithbertaig morto nel 1098.
- Tadg mac Ruaidri Ua Conchobair morto nel 1097.
- Domnall mac Tigernan Ua Ruairc morto nel 1102.
- Domnall mac Ruaidri Ua Conchobair, 1102-1106; deposto.
- Tairrdelbach mac Ruaidri Ua Conchobair 1106-1156.

### Dopo l'invasione normanna d'Irlanda
- Rory O'Connor 1156-1186; deposto.
- Conchobar Maenmaige Ua Conchobhair 1186-1189.
- Cathal Carragh Ua Conchobhair 1190-1202.
- Cathal Crobderg Ua Conchobair 1202-1224.
- Aedh mac Cathal Crobdearg Ua Conchobair 1224-1228
- Aedh mac Ruaidri Ua Conchobair 1228-1233.
- Felim mac Cathal Crobderg Ua Conchobair 1233-1256
- Aedh mac Felim Ua Conchobair 1256-1274
- Aedh Muimhnech mac Felim Ua Conchobair 1274-1280
- Cathal mac Conchobair Ruadh Ua Conchobair 1280-1288.
- Maghnus mac Conchobair Ruadh Ua Conchobair 1288-1293
- Aedh mac Eoghan Ua Conchobair 1293-1309
- Ruaidri mac Cathal Ua Conchobair 1309-1310
- Felim mac Aedh Ua Conchobair 1310-1316.
- Rory na-bhFeadh mac Donough Ua Conchobair 1316-1317.
- Tairdelbach mac Aedh Ua Conchobair primo regno 1317-1318
- Cathal mac Domhnall Ua Conchobair 1318-1324
- Tairdelbach mac Aedh Ua Conchobair secondo regno 1324-1350
- Aedh mac Aedh Breifneach Ua Conchobair 1342-1342; morto nel 1345.
- Aedh mac Tairdelbach Ua Conchobair
- Ruaidri mac Tairdelbach Ua Conchobair 1368-1384.
- Cathal mac Ruaidri Ua Conchobair 1426-1439; de facto ultimo re del Connacht.

## Re delDe Jure: O Connor Donn
- Toirdhealbhach Óg Donn mac Aodha meic Toirdhealbhaig, morto il 9 dicembre 1406.
- Cathal mac Ruaidhri Ó Conchobhair Donn morto il 19 marzo 1439.
- Aodh mac Toirdhealbhaigh Óig Ó Conchobhair Donn morto il 15 maggio 1461.
- Feidhlimidh Geangcach mac Toirdhealbhaigh Óig Ó Conchobhair Donn morto nel 1474.
- Tadhg mac Eoghain Ó Conchobhair Donn morto nel 1476.
- Eoghan Caoch mac Feidhlimidh Gheangcaigh Ó Conchobhair Donn morto nel 1485.
- Aodh Og mac Aodh Ó Conchobhair Donn ?
- Toirdhealbhach Óg mac Ruaidhri Ó Conchobhair Donn morto nel 1503.
- Conchobhar mac Eoghain Chaoich Ó Conchobhair Donn ?
- Cairbre mac Eoghain Chaoich Ó Conchobhair Donn morto nel 1546.
- Aodh mac Eoghain Chaoich Ó Conchobhair Donn deposto nel 1550.
- Diarmaid mac Cairbre Ó Conchobhair Donn morto nel 1585.
- Sir Hugh/Aedh Ó Conchobhair Donn morto nel 1632.
- An Calbhach mac Aedh Ó Conchobhair Donn morto nel 1654.
- Hugh Óg mac Aedh Ó Conchobhair Don morto nel 1662.
- Major Owen O'Conor Don of Ballinagare 1692
- Cathal Óg O'Conor Don of Ballinagare morto nel 1696.
- Denis O'Conor Don 1674-1750.
- Charles O'Conor Don 1710-1791.
- Denis O'Conor Don of Gelangare 1732-1804.
- Owen O'Conor Don of Clonalis 1763-1831.
- Matthew O'Conor Don 1773-1844.
- Denis O'Conor Don of Clonalis 1794-1847
- Charles Owen O'Conor Don 1838-1906.
- Charles O'Conor Don 1869-1917.
- Owen Phelim O'Conor Don 1870-1943
- Fr. Charles O'Conor Don 1906-1981
- Denis O'Conor Don 1912- 10 luglio, 2000, 88 anni.
- Desmond O'Conor Don del Sussex.